# No Boundaries
No Boundaries is het zesde en eerste Engelstalige album van de Turkse singer-songwriter Sertab Erener. Het album bevat ook het liedje Everyway That I Can, waarmee ze het Eurovisiesongfestival in 2003 won.

## Nummers
1. Here I Am
2. Breathe In Deeper
3. Everyway That I Can
4. Got Me Like Oh
5. I Believe
6. Leave
7. It Takes More
8. Back To The Beach
9. Storms
10. Love Bites
11. The One
12. Here I Am (Jason Nevins Radio Remix)